# Pedro Mosquera
Pedro Mosquera Parada (A Coruña, 21 april 1988) is een Spaans professioneel voetballer. Hij tekende in augustus 2019 een contract tot medio 2021 bij SD Huesca, dat hem overnam van Deportivo La Coruña. Hij kwam uit voor verschillende Spaanse jeugdelftallen.

## Carrière
Mosquera speelde van 1994 tot 1997 rolhockey bij Santa María del Mar, waarna hij overstapte naar voetbal. Hij begon met voetballen bij Galicia Gaiteira. Op 12-jarige leeftijd kwam hij in de jeugdopleiding van Real Madrid terecht, nadat hij het jaar daarvoor bij Deportivo La Coruña in de jeugd voetbalde. Tien jaar later speelde hij zijn eerste wedstrijd in de hoofdmacht, nadat hij eerder al in de reserve-elftallen had gespeeld. Op 25 maart 2010 kwam hij als invaller het veld in tegen Getafe CF. Real Madrid won de wedstrijd uiteindelijk met 4-2. Op 12 juli 2010 tekende hij een contract voor vijf jaar bij Getafe CF. Op 20 januari 2012, na in het seizoen 2011/12 geen een minuut gespeeld te hebben onder de nieuwe coach Luis García, besloot hij om op huurbasis twee seizoenen bij Real Madrid B te gaan voetballen. In de zomer van 2014 ging hij aan de slag bij Elche CF. Hij tekende een contract tot medio 2017. Een jaar later, in de zomer van 2015 vertrok hij echter al bij de club en tekende een contract tot medio 2019 bij Deportivo La Coruña. Op 12 februari 2016 verlengde hij zijn contract met twee seizoen, wat hem tot medio 2021 aan de club verbond.

## Statistieken
| Seizoen                                        | Club                | Competitie         | Competitie | Competitie | Beker | Beker | Totaal | Totaal |
| Seizoen                                        | Club                | Competitie         | Wed.       | Dlp.       | Wed.  | Dlp.  | Wed.   | Dlp.   |
| ---------------------------------------------- | ------------------- | ------------------ | ---------- | ---------- | ----- | ----- | ------ | ------ |
| 2006/07                                        | Real Madrid B       | Segunda División   | 4          | 0          | -     | -     | 4      | 0      |
| 2007/08                                        | Real Madrid B       | Segunda División B | 27         | 1          | -     | -     | 27     | 1      |
| 2008/09                                        | Real Madrid B       | Segunda División B | 33         | 1          | -     | -     | 33     | 1      |
| 2009/10                                        | Real Madrid B       | Segunda División B | 34         | 4          | -     | -     | 34     | 4      |
| 2009/10                                        | Real Madrid         | Primera División   | 1          | 0          | 0     | 0     | 1      | 0      |
| 2010/11                                        | Getafe              | Primera División   | 14         | 0          | 3     | 0     | 17*    | 0      |
| 2011/12                                        | Getafe              | Primera División   | 0          | 0          | 0     | 0     | 0      | 0      |
| 2011/12                                        | → Real Madrid B     | Segunda División B | 20         | 2          | -     | -     | 20     | 2      |
| 2012/13                                        | → Real Madrid B     | Segunda División   | 38         | 3          | -     | -     | 38     | 3      |
| 2013/14                                        | Getafe              | Primera División   | 25         | 0          | 1     | 0     | 26     | 0      |
| 2014/15                                        | Elche               | Primera División   | 25         | 1          | 2     | 0     | 27     | 1      |
| 2015/16                                        | Deportivo La Coruña | Primera División   | 37         | 0          | 3     | 0     | 40     | 0      |
| 2016/17                                        | Deportivo La Coruña | Primera División   | 18         | 2          | 4     | 0     | 22     | 2      |
| * exclusief 4 wedstrijden in de Europa League. |                     |                    |            |            |       |       |        |        |

## Erelijst
Real Madrid Castilla
- Segunda División B: 2011/12